# Marina Ortega Otero
Marina Ortega Otero (Carballino, 22 de enero de 1983) es una psicóloga y política española, miembro del Partido dos Socialistas de Galicia (PSdeG-PSOE) y diputada en el Congreso de los Diputados durante la XIII Legislatura y la XIV Legislatura. Tras las elecciones al Parlamento de Galicia de 2020 se convierte en diputada electa del Parlamento de Galicia por Orense.

## Biografía

### Trayectoria académica y laboral
Licenciada en Psicología por la Universidad de Santiago de Compostela, forma parte de la Junta de Gobierno del Colegio Oficial de Psicología de Galicia, donde es vocal en la sección de Psicología Jurídica.
Ejerció la psicología infantil, adulta y forense, además de dirigir el programa Recurra en la provincia de Orense.
En 2024 aparca la política para dedicarse a la psicología en su gabinete de psicología infántil y forense.

### Trayectoria política
Tras las elecciones municipales de España de 2015, se convierte en concejala de Servicios Sociales, Igualdad y Sanidad en el Ayuntamiento de Carballino.
En el XIII Congreso del PSdeG-PSOE es elegida para formar parte de la Ejecutiva de Gonzalo Caballero Míguez, recién electo secretario general del PSdeG, asumiendo así la Secretaría de Políticas Sociales de la CENG.
Después de la moción de censura contra Mariano Rajoy de 2018, asume la jefatura de gabinete de la subdelegación del Gobierno en Orense hasta que se encabeza la lista por su provincia para las elecciones generales de España de abril de 2019, resultando electa.
Durante la XIII Legislatura se convierte en vicepresidenta primera de la Comisión de Sanidad, Consumo y Bienestar Social y en portavoz adjunta de la Comisión de Igualdad. Está también adscrita a la Comisión de Presupuestos, a la Comisión de Fomento y a la Comisión para las Políticas Integrales de la Discapacidad. Y, además, es vocal en la Comisión de Derechos de la Infancia y la Adolescencia y en la Comisión Mixta de Relaciones con el Defensor del Pueblo.
Meses más tarde, repite puesto de salida para las elecciones generales de España de noviembre de 2019 y resulta también electa.
Durante la XIV Legislatura repite como vicepresidenta primera de la Comisión de Sanidad, Consumo y Bienestar Social y como portavoz adjunta de la Comisión de Igualdad. Además, es vocal de la Comisión de Derechos de la Infancia y Adolescencia, de la Comisión Mixta de Relaciones con el Defensor del Pueblo y de la Comisión Mixta para el Estudio de los Problemas de las Adicciones.
Tras el anuncio de las elecciones al Parlamento de Galicia de 2020, dimite y se convierte de nuevo en candidata para dichos comicios, acompañada del también exsenador Juan Carlos Francisco Rivera. Para sustituirla en el Congreso de los Diputados, causa alta Uxía Tizón Vázquez.
Resultó elegida como diputada del Parlamento de Galicia en las elecciones al Parlamento de Galicia de 2020 por su provincia, Orense.